# Carlo Emilio di Leiningen
Carlo Emilio di Leiningen ((DE)  Karl Emich Nikolaus Friedrich Hermann Prinz zu Leiningen; (RU)  Карл Эмих Николаус Фридрих Герман цу Лейнинген) (Amorbach, 12 giugno 1952) conosciuto anche con il suo nome russo ortodosso di Nikolaj Kirillovič Romanov (Никола́й Кири́ллович Рома́нов) e nome regale da pretendente di imperatore Nicola III, è il figlio maggiore di Emilio, VII principe di Leiningen, e della moglie, la duchessa Eilika di Oldenburgo, ed è fratello di Andrea, VIII principe di Leiningen.
Egli è un pretendente all'abolito trono dell'Impero russo, detenuto fino al 1917 dalla Casa di Romanov, come nipote della granduchessa Marija Kirillovna (1907 - 1951), figlia maggiore del granduca Kirill Vladimorovich, che reclamò la corona di Russia dall'esilio nel 1924. Egli discende dall'imperatore Alessandro II di Russia e dal granduca Vladimir Kirillovič. Nel 2013 il partito monarchico russo lo dichiarò come erede primario al trono russo a seguito della sua conversione dal luteranesimo alla confessione ortodossa orientale e nel 2014 annunciò la formazione dell'Imperial Throne (Trono Imperiale), nel quale Carlo Emilio acconsentì ad assumere la dignità imperiale come imperatore Nicola III.
In passato fu anche pretendente al titolo di Principe di Leiningen.

## Matrimoni e discendenza
L'8 giugno 1984 sposò la principessa Margherita di Hohenlohe-Öhringen. Ebbero una figlia, Cecilia, nata il 10 giugno 1988. Margherita morì nel 1989 a causa di un incidente stradale.
Il 24 maggio 1991 Carlo Emilio sposò Gabriele Renate Thyssen. A seguito di una disputa riguardante l'eredità paterna, Carlo Emilio desistette dal portare avanti le proprie pretese ai titoli di famiglia, in favore del fratello minore, Andrea, divenuto VIII principe di Leiningen. La coppia ebbe una figlia, Teresa Anna Elisabetta (nata il 16 aprile 1992). Nel 1998 Carlo Emilio e Gabriele divorziarono.
In seguito, con cerimonia civile tenutasi l'8 settembre 2007 ad Amorbach e successiva funzione religiosa avvenuta il 7 giugno 2008 a Pappenheim, sposò la contessa Isabelle von und zu Egloffstein, discendente dei conti mediatizzati di Pappenheim. Il 12 aprile 2010 nacque il figlio Emilio.
Quando si sposarono, Gabriele Thyssen era cattolica e Carlo Emilio era un dinasta britannico, come discendente legittimo di Giorgio II di Gran Bretagna, attraverso la principessa Augusta di Galles (1776 - 1813), antenata della madre di Carlo Emilio. L'Act of Settlement 1701 stabiliva che nel caso la corona britannica dovesse passare ad un soggetto sposato con un cattolico, questo erede sarebbe stato privato permanentemente della possibilità di succedere al trono, che sarebbe quindi passato al successivo protestante nell'ordine di successione, purché non coniugato con un cattolico. Il Succession to the Throne Act 2013 abrogò la restrizione matrimoniale.

## Dispute legali
Nel 2000, Carlo Emilio diede avvio alla fase conclusiva di una battaglia legale circa un'eredità del valore di circa 100 milioni di sterline in castelli, proprietà e un'isola mediterranea, che gli venne negata dalla sua famiglia, avendo egli deciso di sposare Gabriele Thyssen. Carlo Emilio era stato diseredato nel 1991, poco dopo il matrimonio, dal momento che la madre, il padre ed il fratello Andrea negarono il consenso all'unione, argomentando che la moglie non apparteneva alle famiglie nobili mediatizzate che rappresentavano lo standard per i matrimoni dinastici dell'alta nobiltà. Il matrimonio era infatti considerato in violazione di un editto familiare del 1897, che prevedeva che i matrimoni validi ai fini dinastici dovessero essere autorizzati dal capo della famiglia di Leiningen (oppure avrebbero dovuto essere approvati rivolgendosi ad un concilio di nobili mediatizzati), autorizzazione che solitamente veniva rilasciata per spose discendenti dalla nobiltà titolata.
A proposito dell'intera questione, Carlo Emilio dichiarò:
Carlo Emilio continuò a sostenere l'ipotesi che la tensione derivante dalla disputa familiare legata al suo matrimonio è alla base del fatto che Thyssen lo lasciò, si convertì all'Islam e fuggì con Karim Aga Khan IV.

## Pretese sul trono russo

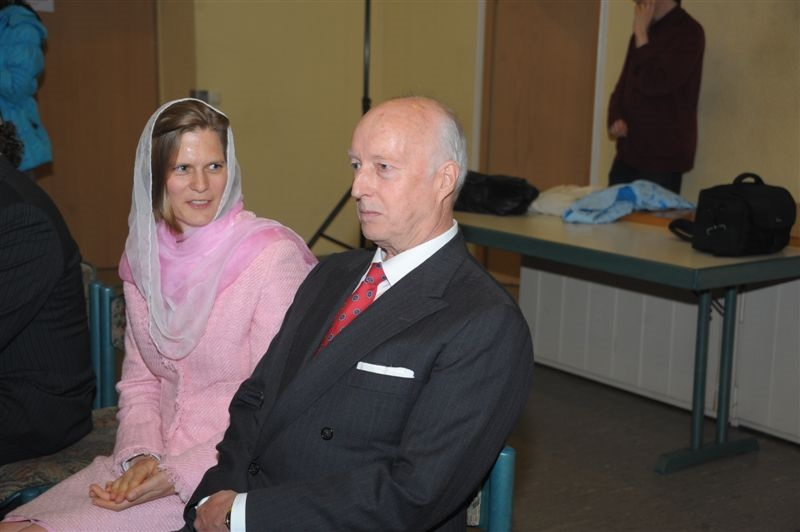
Carlo Emilio di Leiningen e la moglie, Isabelle von und zu Egloffstein, il giorno della loro conversione all'ortodossia russa nella chiesa di Norimberga, Germania, il 1º giugno 2013

Il partito monarchico russo riconosce Carlo Emilio come erede del trono russo e afferma che lui e la moglie, il 1º giugno 2013, si sono convertiti dal luteranesimo alla fede ortodossa, rendendoli in tal modo eleggibili alla successione. La coppia ricevette i nomi ortodossi di Nikolaj Kirillovič e Ekaterina Fëdorovna.

### Nicola III e l'Imperial Throne
Nei primi mesi del 2014 il leader del partito monarchico russo Anton Bakov annunciò che egli vedeva l'Imperial Throne, dal punto di vista del diritto internazionale, come un soggetto dotato di sovranità statale indipendentemente da ogni altro attributo, riferendosi ad analogie con la Santa Sede. Egli evidenziò che Carlo Emilio di Leiningen, prendendo il nome ortodosso, ottenne il diritto ad esserne il capo, in accordo con le leggi pre-rivoluzionarie fondamentali dell'impero russo. Bakov propose che Carlo Emilio accettasse il trono, formando in questo modo un nuovo stato indipendente, l'Imperial Throne. Nell'aprile 2014 Bakov e Carlo Emilio apparirono in un report fotografico e testuale dichiarando che il Principe aveva accettato la proposta così come il titolo di imperatore Nicola III, in qualità di successore di Nicola II. Nel report Bakov enfatizzò che Carlo Emilio era stato fino a quel momento un imprenditore, ma che a partire da quel momento avrebbe cessato qualunque attività pubblica non reale. Nel report era incluso il manifesto della concessione di una costituzione allo Stato, firmato da Nicola III, proclamando la formazione dello stato sovrano Imperial Throne, il cui scopo era quello di coagulare attorno ad esso tutte le persone che nel mondo sono ancora devote al monarchismo cristiano. In questo documento, la posizione del sovrano è vista come un'eredità del primo trono imperiale cristiano romano di Costantino il Grande, che era passata dall'impero bizantino all'impero russo e alla Casa Romanov per mezzo di un processo di tipo religioso.
Successivamente Bakov annunciò l'acquisto di un appezzamento di terreno in Montenegro, onde creare il nuovo stato (80 ettari, «due volte più grande del Vaticano») e di essere in trattativa con le autorità montenegrine per il riconoscimento della nuova entità statuale. Nella stessa occasione egli rivelò che Vladimir Putin, presidente russo, aveva negato la concessione di terre a questo scopo ad Ekaterinburg (residenza di Bakov e luogo dove venne assassinata la famiglia imperiale nel 1918) dietro richiesta di Carlo Emilio, trasmessa allo stesso Putin da Bakov, in precedenza membro del parlamento russo. 
Nel 2015, come conseguenza delle sanzioni internazionali durante la crisi ucraina, Bakov riferì alla stampa che erano in corso dei contatti con il Montenegro per creare un'entità offshore per fornire intermediazione finanziaria alle società russe. Sempre nel 2015 i rappresentanti dell'Imperial Throne affermarono di aver iniziato a discutere con le autorità di Macedonia ed Albania su possibili collaborazioni e un futuro riconoscimento della micronazione. In particolare, Bakov incontrò il primo ministro macedone, Nikola Gruevski. Contatti dello stesso genere avvennero anche con il presidente del Gambia, Yahya Jammeh, durante la 70ª sessione dell'Assemblea generale delle Nazioni Unite. Vennero avviati dei colloqui con rappresentanti del clero ortodosso di Macedonia e Montenegro, durante i quali Bakov discusse della possibilità di creare delle chiese associate all'Imperial Throne e propose la canonizzazione di Ivan III di Russia e della moglie Sofia Paleologa. Nello stesso periodo vennero presi contatti con Gaston Browne, primo ministro di Antigua e Barbuda. Nel 2017 venne annunciato che era stato rilasciato un consenso preliminare da parte del governo di Kiribati di vendere tre isole pacifiche disabitate a Bakov per installarvi lo stato che sarebbe stato rinominato Romanov Empire (Impero Romanov).
Nel dicembre 2017 Bakov annunciò infine che era stato negoziato con successo l'acquisto di alcune isole artificiali appartenenti alla Repubblica del Gambia; affermò inoltre che il Romanov Empire era stato parzialmente riconosciuto come stato.

## Antenati
|                             |                                  |                                           | Genitori                                      |  |  | Nonni |  |  | Bisnonni           |  |  | Trisnonni                     |  |
|                             |                                  |                                           |                                               |  |  |       |  |  | Emich di Leiningen |  |  | Ernesto Leopoldo di Leiningen |  |
|                             |                                  |                                           |                                               |  |  |       |  |  | Emich di Leiningen |  |  | Ernesto Leopoldo di Leiningen |  |
|                             |                                  | Maria Amelia di Baden                     |                                               |  |  |       |  |  | Emich di Leiningen |  |  |                               |  |
| Carlo di Leiningen          |                                  |                                           |                                               |  |  |       |  |  | Emich di Leiningen |  |  |                               |  |
|                             |                                  | Fedora di Hohenlohe-Langenburg            | Ermanno di Hohenlohe-Langenburg               |  |  |       |  |  |                    |  |  |                               |  |
|                             |                                  | Fedora di Hohenlohe-Langenburg            | Ermanno di Hohenlohe-Langenburg               |  |  |       |  |  |                    |  |  |                               |  |
|                             |                                  | Fedora di Hohenlohe-Langenburg            | Leopoldina di Baden                           |  |  |       |  |  |                    |  |  |                               |  |
| Emilio Cirillo di Leiningen |                                  | Fedora di Hohenlohe-Langenburg            |                                               |  |  |       |  |  |                    |  |  |                               |  |
|                             |                                  | Kirill Vladimirovič Romanov               | Vladimir Aleksandrovič Romanov                |  |  |       |  |  |                    |  |  |                               |  |
|                             |                                  | Kirill Vladimirovič Romanov               | Vladimir Aleksandrovič Romanov                |  |  |       |  |  |                    |  |  |                               |  |
|                             |                                  | Kirill Vladimirovič Romanov               | Maria di Meclemburgo-Schwerin                 |  |  |       |  |  |                    |  |  |                               |  |
| Marija Kirillovna Romanova  |                                  | Kirill Vladimirovič Romanov               |                                               |  |  |       |  |  |                    |  |  |                               |  |
|                             |                                  | Vittoria Melita di Sassonia-Coburgo-Gotha | Alfredo, duca di Sassonia-Coburgo-Gotha       |  |  |       |  |  |                    |  |  |                               |  |
|                             |                                  | Vittoria Melita di Sassonia-Coburgo-Gotha | Alfredo, duca di Sassonia-Coburgo-Gotha       |  |  |       |  |  |                    |  |  |                               |  |
|                             |                                  | Vittoria Melita di Sassonia-Coburgo-Gotha | Marija Aleksandrovna Romanova                 |  |  |       |  |  |                    |  |  |                               |  |
| Carlo Emilio di Leiningen   |                                  | Vittoria Melita di Sassonia-Coburgo-Gotha |                                               |  |  |       |  |  |                    |  |  |                               |  |
|                             | Federico Augusto II di Oldenburg | Pietro II di Oldenburg                    |                                               |  |  |       |  |  |                    |  |  |                               |  |
|                             | Federico Augusto II di Oldenburg | Pietro II di Oldenburg                    |                                               |  |  |       |  |  |                    |  |  |                               |  |
|                             | Federico Augusto II di Oldenburg | Elisabetta Paolina di Sassonia-Altenburg  |                                               |  |  |       |  |  |                    |  |  |                               |  |
| Nicola di Oldenburg         | Federico Augusto II di Oldenburg |                                           |                                               |  |  |       |  |  |                    |  |  |                               |  |
|                             |                                  | Elisabetta di Meclemburgo-Schwerin        | Federico Francesco II di Meclemburgo-Schwerin |  |  |       |  |  |                    |  |  |                               |  |
|                             |                                  | Elisabetta di Meclemburgo-Schwerin        | Federico Francesco II di Meclemburgo-Schwerin |  |  |       |  |  |                    |  |  |                               |  |
|                             |                                  | Elisabetta di Meclemburgo-Schwerin        | Maria di Schwarzburg-Rudolstadt               |  |  |       |  |  |                    |  |  |                               |  |
| Eilika di Oldenburg         |                                  | Elisabetta di Meclemburgo-Schwerin        |                                               |  |  |       |  |  |                    |  |  |                               |  |
|                             |                                  | Federico di Waldeck e Pyrmont             | Giorgio Vittorio di Waldeck e Pyrmont         |  |  |       |  |  |                    |  |  |                               |  |
|                             |                                  | Federico di Waldeck e Pyrmont             | Giorgio Vittorio di Waldeck e Pyrmont         |  |  |       |  |  |                    |  |  |                               |  |
|                             |                                  | Federico di Waldeck e Pyrmont             | Elena di Nassau                               |  |  |       |  |  |                    |  |  |                               |  |
| Elena di Waldeck e Pyrmont  |                                  | Federico di Waldeck e Pyrmont             |                                               |  |  |       |  |  |                    |  |  |                               |  |
|                             |                                  | Batilde di Schaumburg-Lippe               | Guglielmo di Schaumburg-Lippe                 |  |  |       |  |  |                    |  |  |                               |  |
|                             |                                  | Batilde di Schaumburg-Lippe               | Guglielmo di Schaumburg-Lippe                 |  |  |       |  |  |                    |  |  |                               |  |
|                             |                                  | Batilde di Schaumburg-Lippe               | Batilde di Anhalt-Dessau                      |  |  |       |  |  |                    |  |  |                               |  |
|                             |                                  | Batilde di Schaumburg-Lippe               |                                               |  |  |       |  |  |                    |  |  |                               |  |